# Leo White
Leo White (Grudziądz, 10 novembre 1882 – Glendale, 20 settembre 1948) è stato un attore britannico naturalizzato statunitense.
Iniziò la sua carriera cinematografica nel 1911, a 29 anni, e nel 1913 venne assunto dalla Essanay, dove lavorò al fianco di Charlie Chaplin, seguendolo anche alla Mutual Film.

## Biografia

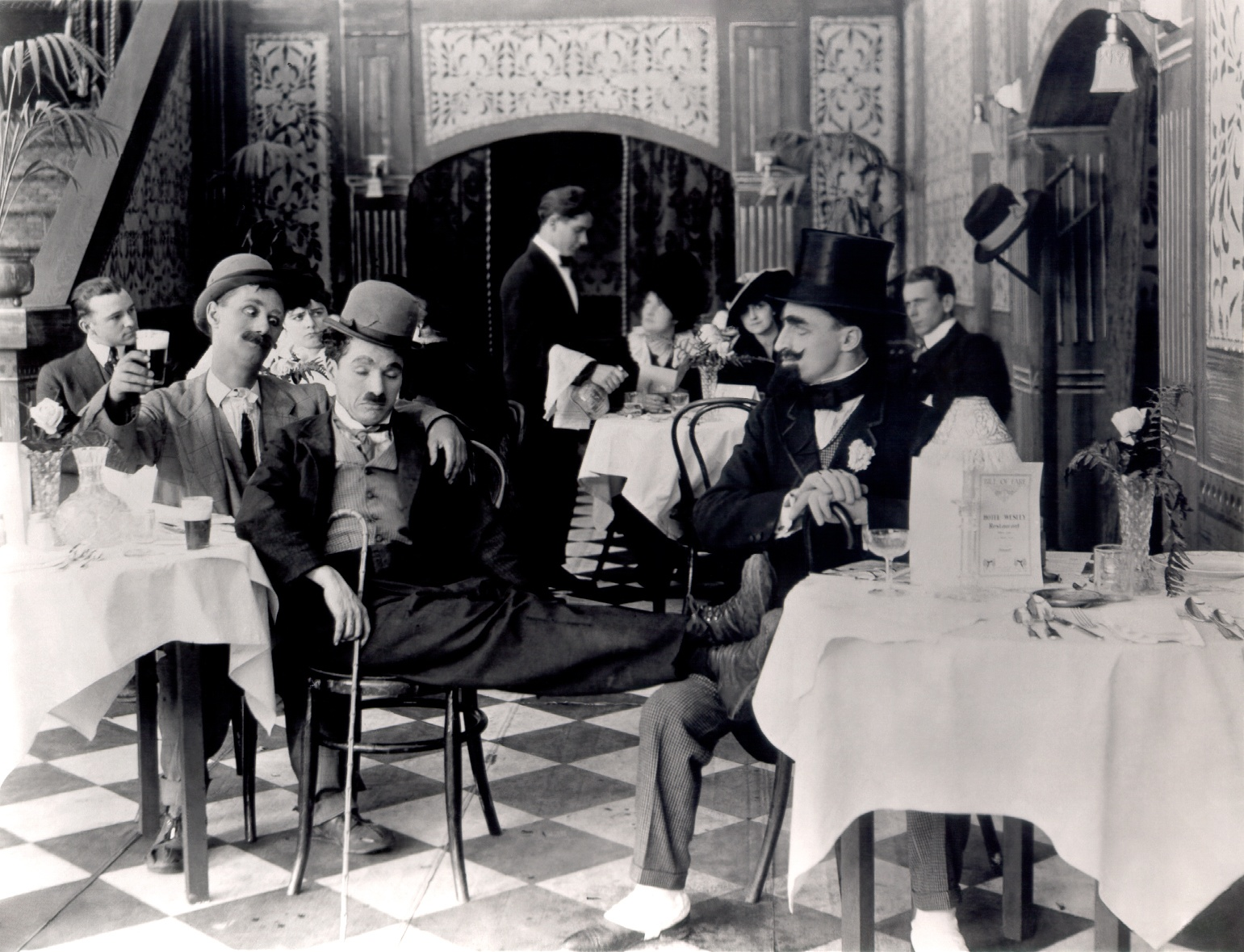
Leo White (a destra, nelle vesti di damerino) con Charlie Chaplin nel film Le notti bianche di Charlot (1915)

Attore teatrale, iniziò la sua carriera cinematografica nel 1911. Nel 1913, andò a lavorare per la Essanay Studios. Nel 1915 lavorò con Charlie Chaplin, partecipando ad alcuni suoi film. La sua ultima apparizione in un film di Chaplin fu un piccolo ruolo in Il grande dittatore, film che uscì nel 1940.
White lavorò e diresse Charlot nei guai, l'ultimo film di Chaplin per la Essanay.
L'attore interpretò prevalentemente personaggi borghesi e nobiluomini. Un modo di proporsi che lo accompagnerà per tutta la sua lunghissima carriera cinematografica di caratterista che conta più di 400 film.
Morì nel 1948 a 66 anni. È sepolto in California, a Glendale, al Grand View Memorial Park Cemetery.

## Filmografia
La filmografia è parziale. Quando manca il nome del regista, questo non viene riportato nei titoli

### 1911
- The Dude – cortometraggio (1911)

### 1912
- Getting Even – cortometraggio (1912)

### 1913
- The Man Outside – cortometraggio (1913)
- Kitty's Knight, regia di Wallace Beery – cortometraggio (1913)
- At the Old Maid's Call – cortometraggio (1913)

### 1914
- A Foot of Romance (1914)
- The Hour and the Man, regia di E.H. Calvert (1914)
- The Real Miss Loveleigh (1914)
- Speak No Evil (1914)
- One-to-Three (1914)
- The Girl, the Cop, the Burglar (1914)
- Grass County Goes Dry (1914)
- The Wedding of Prudence (1914)
- Wrong All Around, regia di Edward Dillon (1914)
- Making Him Over -- For Minnie (1914)
- Beans (1914)
- The Wages of Sin (1914)
- The Epidemic (1914)
- Sweedie the Swatter (1914)
- The Fable of Napoleon and the Bumps, regia di George Ade (1914)
- One Wonderful Night, regia di E.H. Calvert (1914)
- The Fable of Higher Education That Was Too High for the Old Man, regia di George Ade (1914)
- In and Out (1914)
- The Fable of the Busy Business Boy and the Droppers-In, regia di George Ade (1914)
- Topsy-Turvy Sweedie (1914)
- Love and Soda, regia di E. Mason Hopper – cortometraggio (1914)
- Sweedie's Skate (1914)
- Sweedie's Clean-Up (1914)
- Golf Champion 'Chick' Evans Links with Sweedie – cortometraggio (1914)
- The Fickleness of Sweedie (1914)
- Sweedie Learns to Swim (1914)
- She Landed a Big One, regia di Wallace Beery (1914)
- Rivalry and War, regia di Wallace Beery (1914)
- The Laundress (1914)
- Sweedie the Trouble Maker (1914)
- Three Boiled Down Fables, regia di George Ade (1914)
- The Servant Question (1914)
- Leading Lizzie Astray di Roscoe 'Fatty' Arbuckle (1914)
- Madame Double X (1914)
- The Battle of Love (1914)

### 1915
- The Fable of the City Grafter and the Unprotected Rubes
- Sweedie's Suicide (1915)
- The Fable of the Fellow Who Had a Friend Who Knew a Girl Who Had a Friend, regia di George Ade (1915)
- Sweedie and Her Dog (1915)
- The Fable of the Syndicate Lover, regia di George Ade (1915)
- Charlot attore/Charlot principiante (His New Job), regia di Charles Chaplin (1915)
- Le notti bianche di Charlot (A Night Out), regia di Charles Chaplin (1915)
- Father's New Maid (1915)
- Charlot boxeur (The Champion), regia di Charles Chaplin (1915)
- Charlot nel parco (In the Park), regia di Charles Chaplin (1915)
- Two Bold, Bad Men (1915)
- Curiosity (1915)
- A Jitney Elopement, regia di Charles Chaplin (1915)
- Sweedie's Hero (1915)
- Off for a Boat Ride, regia di Hal Roach (1915)
- Broncho Billy, Sheepman, regia di Gilbert M. 'Broncho Billy' Anderson (1915)
- All Stuck Up, regia di Hal Roach (1915)
- Cupid's Bath, regia di Hal Roach (1915)
- Una serata a teatro
- Carmen ovvero Carmen e Charlot (Burlesque on Carmen), regia di Charlie Chaplin (1916)

### 1916
- Charlot ladro (A Night in the Show), regia di Charles Chaplin (1916)
- Taking the Count, regia di Wallace Beery (1916)

### 1917
- Charlot poliziotto (Easy Street), regia di Charles Chaplin (1917)
- Max Wants a Divorce
- Back Stage
- The Hero, regia di Arvid E. Gillstrom (1917)
- Dough Nuts, regia di Arvid E. Gillstrom (1917)
- Cupid's Rival, regia di Arvid E. Gillstrom (1917)
- Il cattivo (The Villain), regia di Arvid E. Gillstrom (1917)
- The Millionaire, regia di Arvid E. Gillstrom (1917)
- The Goat, regia di Arvid E. Gillstrom (1917)
- The Fly Cop, regia di Arvid E. Gillstrom (1917)
- The Chief Cook, regia di Arvid E. Gillstrom (1917)
- The Candy Kid, regia di Arvid E. Gillstrom (1917)
- The Hobo, regia di Arvid E. Gillstrom (1917)
- The Pest, regia di Arvid E. Gillstrom (1917)
- The Slave, regia di Arvid E. Gillstrom (1917)

### 1918
- The Stranger, regia di Arvid E. Gillstrom (1918)
- His Day Out, regia di Arvid E. Gillstrom – cortometraggio (1918)
- The Rogue, regia di Arvid E. Gillstrom (1918)
- The Orderly, regia di Arvid E. Gillstrom (1918)
- Amore d'artista (Amarilly of Clothes-Line Alley), regia di Marshall Neilan (1918)
- The Scholar, regia di Arvid E. Gillstrom (1918)
- The Messenger, regia di Arvid E. Gillstrom (1918)
- The Handy Man, regia di Charley Chase (1918)
- Bright and Early, regia di Charley Chase (1918)
- The Straight and Narrow, regia di Charley Chase (1918)
- The Love Swindle, regia di John Francis Dillon (1918)
- Charlot e le spie (Triple Trouble), regia di Charles Chaplin e Leo White (1918)
- The Brazen Beauty, regia di Tod Browning (1918)
- He's in Again, regia di Charley Chase (1918)

### 1919
- One Night Only, regia di Charley Chase (1919)
- Rolling Stone, regia di Charley Chase (1919)
- Ship Ahoy, regia di Charley Chase (1919)
- The Flirts, regia di Charley Chase (1919)
- The Hawk's Trail, regia di W. S. Van Dyke - serial cinematografico (1919)

### 1920
- Girls Will Be Girls (1920)
- Blind Youth
- An Adventuress, regia di Fred J. Balshofer (1920)
- Fists and Fodder
- Mrs. Temple's Telegram, regia di James Cruze (1920)
- The Rookie's Return, regia di Jack Nelson (1920)
- Pals and Pugs, regia di Jess Robbins (1920)
- Il grimaldello del diavolo (The Devil's Pass Key), regia di Erich von Stroheim (1920)

### 1922
- Headin' West
- L'età di amare (Beyond the Rocks), regia di Sam Wood (1922)
- Fools First, regia di Marshall Neilan (1922)
- Sangue e arena (Blood and Sand), regia di Fred Niblo (1922)

### 1923
- La fiera delle vanità (Vanity Fair), regia di Hugo Ballin (1923)
- The Rustle of Silk, regia di Herbert Brenon (1923)
- Dogs of War!
- Perché preoccuparsi? (Why Worry?), regia di Fred C. Newmeyer, Sam Taylor (1923)
- Una catena d'oro (The Marriage Maker), regia di William C. de Mille (1923)
- Breaking Into Society, regia di Hunt Stromberg (1923)
- In Search of a Thrill, regia di Oscar Apfel (1923)

### 1924
- A Lady of Quality, regia di Hobart Henley (1924)
- Sporting Youth
- The Goldfish, regia di Jerome Storm (1924)
- When a Girl Loves, regia di Victor Halperin (1924)
- The Woman on the Jury
- William Tell, regia di Bryan Foy – cortometraggio (1924)
- Champagne (Wine), regia di Louis J. Gasnier (1924)
- Wolves of the North
- The Brass Bowl, regia di Jerome Storm (1924)
- La zarina (Forbidden Paradise), regia di Ernst Lubitsch (1924)

### 1925
- What Price Beauty?, regia di Tom Buckingham (1925)
- Il mondo perduto (The Lost World), regia di Harry Hoyt (1925)
- Charley's Aunt, regia di Scott Sidney (1925)
- One Year to Live, regia di Irving Cummings (1925)
- The Way of a Girl, regia di Robert G. Vignola (1925)
- An Enemy of Men
- Paths to Paradise
- The Lady Who Lied
- American Pluck , regia di Richard Stanton (1925)
- La torre delle menzogne (The Tower of Lies), regia di Victor Sjöström (1925)
- La sposa mascherata (The Masked Bride), regia di Christy Cabanne e (non accreditato) Josef von Sternberg (1925)
- Ben-Hur: A Tale of the Christ, regia di Fred Niblo (1925)

### 1926
- A Desperate Moment di Jack Dawn (1926)
- The Girl from Montmartre, regia di Alfred E. Green (1926)
- The Far Cry, regia di Silvano Balboni (1926)
- The Beautiful Cheat, regia di Edward Sloman (1926)
- Devil's Island, regia di Frank O'Connor (1926)
- La vergine dell'harem (The Lady of the Harem), regia di Raoul Walsh (1926)
- The Truthful Sex
- The Blonde Saint
- On the Front Page, regia di James Parrott – cortometraggio (1926)

### 1927
- Anything Once!
- McFadden's Flats, regia di Richard Wallace (1927)
- The Ladybird
- See You in Jail
- The Beauty Shoppers
- The Girl from Gay Paree
- Aurora (Sunrise: A Song of Two Humans), regia di Friedrich Wilhelm Murnau (1927)
- A Bowery Cinderella
- The Slaver
- A Hero for a Night

### 1928
- Idle Eyes
- Breed of the Sunsets
- I cavalieri del tuono
- How to Handle Women, regia di William James Craft (1928)
- Manhattan Knights
- Here Comes a Sailor

### 1929
- Born to the Saddle, regia di Joseph Levigard (1929)
- Taking the Count, regia di Jess Robbins – cortometraggio (1929)
- Smilin' Guns
- Campus Knights
- Thin Twins
- Don't Be Nervous
- One Hysterical Night
- Pop and Son

### 1930
- The Woman Racket
- The Jade Box
- Roaring Ranch
- Ragazze e giovanotti del 1890 (The Florodora Girl), regia di Harry Beaumont (1930)
- Ragazze che sognano (Our Blushing Brides), regia di Harry Beaumont (1930)
- Call of the Flesh
- Soup to Nuts
- Way for a Sailor
- Sin Takes a Holiday, regia di Paul L. Stein (1930)
- Along Came Youth
- Anna Christie, regia di Clarence Brown (1930)
- A Pair o' Dice

### 1931
- Die Maske fällt
- Le chanteur de Séville
- Studio Sap
- Onore di fantino (Sweepstakes), regia di Albert Rogell (1931)
- The Lone Starved Ranger
- This Modern Age, regia di Nicholas Grindé (Nick Grinde) (1931)
- Monkey Business - Quattro folli in alto mare (Monkey Business), regia di Norman Z. McLeod (1931)
- Models and Wives
- Her Majesty, Love, regia di William Dieterle (1931)
- Hollywood Halfbacks

### 1932
- Il pericolo pubblico n. 1
- The Man Who Played God
- Arsenio Lupin (Arsène Lupin), regia di Jack Conway (1932)
- I guai della celebrità
- Beauty and the Boss, regia di Roy Del Ruth (1932)
- Grand Hotel, regia di Edmund Goulding (1932)
- Huddle
- New Morals for Old
- High Hats and Low Brows
- L'avventura di Teri
- Crooner, regia di Lloyd Bacon (1932)
- Two Against the World, regia di Archie Mayo (1932)
- Once in a Lifetime, regia di Russell Mack (1932)
- Night After Night, regia di Archie Mayo (1932)
- Rasputin e l'imperatrice (Rasputin and the Empress), regia di Richard Boleslawski e (non accreditato) Charles Brabin (1932)

### 1933
- The King's Vacation, regia di John G. Adolfi (1933)
- Lady Lou (She Done Him Wrong), regia di Lowell Sherman (1933)
- Il giocatore (Grand Slam), regia di William Dieterle (1933)
- Fra' Diavolo (The Devil's Brother), regia di Hal Roach e Charley Rogers (1933)
- Orizzonti di fuoco (The Devil's in Love), regia di William Dieterle (1933)
- Signora per un giorno (Lady for a Day), regia di Frank Capra (1933)
- Il pugnale cinese (The Kennel Murder Case), regia di Michael Curtiz (1933)
- Solo una notte (Only Yesterday), regia di John M. Stahl (1933)
- L'uomo invisibile (The Invisible Man), regia di James Whale (1933)
- Il mondo cambia (The World Changes), regia di Mervyn LeRoy (1933)
- La casa della 56ª strada (The House on 56th Street), regia di Robert Florey (1933)
- Twin Screws
- Amanti fuggitivi (Fugitive Lovers), regia di Richard Boleslawski (1933)

### 1934
- The Big Shakedown, regia di John Francis Dillon (1934)
- Search for Beauty
- Le armi di Eva (Fashions of 1934), regia di William Dieterle (1934)
- Il gatto e il violino (The Cat and the Fiddle), regia di William K. Howard e Sam Wood (non accreditato) (1934)
- Jailbirds of Paradise
- Business Is a Pleasure
- Quando una donna ama
- Viva Villa!, regia di Jack Conway (1934)
- Sadie McKee
- The Man with Two Faces, regia di Archie Mayo (1934)
- Madame du Barry (Madame du Barry), regia di William Dieterle (1934)
- Abbasso le donne (Dames), regia di Ray Enright (1934)

### 1935
- Il ponte (Stranded), regia di Frank Borzage (1935)
- We're in the Money, regia di Ray Enright (1935)

### 1937
- Tradimento (Her Husband's Secretary), regia di Frank McDonald (1937)
- Il principe e il povero (The Prince and the Pauper), regia di William Dieterle e William Keighley (1937)
- Tovarich, regia di Anatole Litvak (1937)

### 1938
- Il gigante biondo (The Kid Comes Back), regia di B. Reeves Eason (1938)

### 1940
- Il grande dittatore (The Great Dictator), regia di Charles Chaplin (1940)

### 1942
- Ribalta di gloria (Yankee Doodle Dandy), regia di Michael Curtiz (1942)

### 1946
- L'idolo cinese (Three Strangers), regia di Jean Negulesco (1946)

### 1947
- Le donne erano sole (Unfaithful), regia di Vincent Sherman (1947)

### 1949
- La vita a passo di danza (Look for the Silver Lining), regia di David Butler (1949)